# ガラス繊維補強セメント
ガラス繊維補強セメント（ガラスせんいほきょうセメント、英語: glass fiber reinforced cement :GRC）は、1973年頃に英国で開発された、セメント又はセメントモルタルを耐アルカリガラス繊維で補強した複合材料である。
曲げ強度が大きく、薄肉化できるので、部材の軽量化が図れるという特徴を持つ。